# 千葉経済大学附属高等学校
　千葉経済大学附属高等学校（ちばけいざいだいがくふぞくこうとうがっこう。英語: Chiba Keizai University High School）は、千葉県千葉市稲毛区にある全日制の私立高等学校である。千葉経済大学の附属高校として、同大学の道を挟んだ向かい側にある。略称は、「経済（けいざい）」、「経済高校（けいざいこうこう）」や「千経大附属（ちけいだいふぞく）」などがある。

## 特徴
千葉県でも有数のマンモス校であり、約1,800名弱の生徒が在籍している。商業学校を起源としていることから、普通科の他に、商業科と情報処理科を設置し、幅広い専門科目を学べるのが特徴である。

　特に商業科や情報処理科の課程では、全国商業高等学校協会が実施する検定試験や情報処理技術者試験などへの受験が授業カリキュラムに取り入れられるなど、資格検定への対策が多く行われており、毎年多くの合格者を輩出している。

## 建学の精神
『片手に論語 片手に算盤』であり、各教室には「今月の論語」が掲げられ、論語の精神が重視されている。

## 沿革
- 1925年 - 千葉実科高等女学校が開校
- 1928年 - 寒川高等女学校に改組
- 1933年 - 佐久間惣治郎が寒川高等女学校長に就任、私学経営を始める
- 1934年5月 - 千葉女子商業学校を開校[2]
- 1935年1月 - 寒川高等女学校を千葉精華高等女学校に改称[3]
- 1942年3月 - 千葉精華高等女学校を廃止[4]
- 1948年 - 学制改革により千葉女子経済高等学校（商業科）となる
- 1954年 - 千葉経済高等学校と改称（男子部併設、男女別学）
- 1961年 - 男子部に建築科新設
- 1975年 - 普通科新設
- 1985年 - 職業科に情報処理科新設、この年の新1年生より男女共学。
- 1988年 - 千葉経済大学設置
- 1993年 - 現校名に改称、制服改定、千葉経済学園創立60年周年。
- 1994年 - 佐久間勝彦が校長に就任。
- 2003年 - 学園創立70周年
- 2004年 - 第86回全国高等学校野球選手権大会に初出場。ベスト4入り
- 2005年 - 新校舎第一期棟完成・一部移転。
- 2005年 - 全国高校総合体育大会(千葉きらめき総体)で自転車競技部がスプリント競技で優勝
- 2006年 - 普通科に特進クラス設置、新校舎移転に際し制服改定、第88回全国高等学校野球選手権大会に2回目の出場。
- 2007年 - 第79回選抜高等学校野球大会に初出場（選手宣誓を務めた）。
- 2008年 - 第80回選抜高等学校野球大会に2年連続2回目の出場、ベスト4入り。第90回全国高等学校野球選手権記念大会に3回目の出場。建築科募集停止。
- 2010年 - 本校最後の建築科の生徒が卒業し、4月から正式に3科の学科の学校となる。
- 2013年 - 全国高校総合体育大会（北部九州総体）で自転車競技部が総合優勝を果たす。

## 学科
- 全日制課程
  - 普通科
  - 商業科
  - 情報処理科

### 過去にあった学科
- 全日制課程
  - 建築科　2010年3月の卒業生で、廃科。

## 部活動
甲子園初出場ベスト4の快挙を成し遂げた野球部をはじめ、インターハイ7回出場の女子バスケットボール部やインターハイ個人・総合で優勝実績を持つ自転車競技、卓球、女子ソフトボール、バトントワラーズ、レスリング、ボクシングは全国レベル。
運動部
- サッカー
- 野球
- ラグビー
- テニス
- 柔道
- 剣道
- 弓道
- 合気道
- 自転車競技
- バレーボール
- バスケットボール
- 陸上競技
- バドミントン
- 卓球
- 体操
- ソフトボール
- 空手
- スキー
- ボクシング
- 馬術

文化部
- 珠算
- 簿記
- ワープロ
- 写真
- 吹奏楽
- 音楽
- 美術
- 茶道
- 華道
- 家庭科
- 建築研究　※廃科にともない休部
- 書道
- インターアクト
- 映画研究
- 軽音楽
- バトントワラーズ（チアリーダーを兼任）
- イラスト
- 演劇
- 情報処理

同好会
- ESS
- 水泳
- 理科
- 地理
- 数学
- 文芸
- 演劇
- ブレイクダンス
- アマチュア無線
- レスリング
- ゴルフ

## 著名な出身者

### 野球
- 田中章 - 元プロ野球選手（1963年3月卒業）
- 伊与田一範 - 元プロ野球選手（1996年3月卒業）
- 川島亮 - 元プロ野球選手（2000年3月卒業）
- 井上雄介 - 元プロ野球選手（2005年3月卒業）
- 松本啓二朗 - 元プロ野球選手（2005年3月卒業）
- 丸佳浩 - プロ野球選手（2008年3月卒業）
- 齋藤圭祐 - 元プロ野球選手（2009年3月卒業）
- 樋越優一 - 元プロ野球選手（2012年3月卒業）
- 岡本直也 - プロ野球選手（2015年3月卒業）
- 中村亮太 - プロ野球選手（2017年3月卒業）
- 木南了 - 社会人野球選手（2011年3月卒業）

### サッカー
- 浦田樹 - プロサッカー選手
- 岡野洵 - プロサッカー選手
- 辻周吾 - プロサッカー選手
- 竹嶋裕二 - プロサッカー選手

### 自転車競技
- 鈴木誠 - 元競輪選手（1983年3月卒業）
- 和田健太郎 - 競輪選手
- 篠崎新純 - 女子競輪選手
- 田中まい - 女子競輪選手
- 中村妃智 - 女子トラック自転車選手、東京オリンピック女子マディソン日本代表

### ボクシング
- 末吉大 - プロボクサー、第47代日本スーパーフェザー級王者（2009年3月卒業）

### ラグビー
- 葛見達哉

### 芸能
- Love Me Do - 芸人（1994年3月卒業）
- 宮城そういち- 音楽家・政治家（習志野市議会議員）（1994年3月卒業）
- 山里亮太 - 芸人（南海キャンディーズ）（1996年3月卒業）
- 忍成修吾 - 俳優（中退）
- 夏瀬ひとみ - 歌手（Luxis）（2001年3月卒業）
- 土岐田麗子 - ファッションモデル（2003年3月卒業）

## 校歌
- 今の校歌は2代目。
- 最初の前半と呼ばれる歌詞は2拍子なのだが、1、2番になると4拍子にリズムが変わる非常に珍しい校歌である。
- 2番構成だが、1番のみ歌われる。理由として、1番だけでも時間がかかる（約2分）。全国高等学校野球選手権大会に出場時、長いという理由で、最初の2拍子の部分はカットされている（2拍子部分の歌詞は週刊朝日特別号の甲子園特集に載っている[信頼性要検証]）。県大会時もイニングの合間に校歌が紹介されるが、この時はフルバージョンで演奏されるものの、野球協約の攻守交代時間を大幅にオーバーするので途中で演奏終了になる。

## 主な不祥事
- 2018年6月、当時の千葉経済大学附属高等学校に所属していた教員（野球部部長）が、JR千葉駅の中央・総武線車内で、寝ていた女性のリュックサックを盗んだ容疑で、千葉県警察に逮捕された[5]。
- 2022年、高校野球部の部費の使用用途を巡り、学校側と保護者側でトラブルが発生した[6]。

## アクセス
- JR総武線西千葉駅徒歩約13分
- 千葉都市モノレール作草部駅徒歩約5分
- 京成みどり台駅徒歩約25分